# Marchizul de Sade

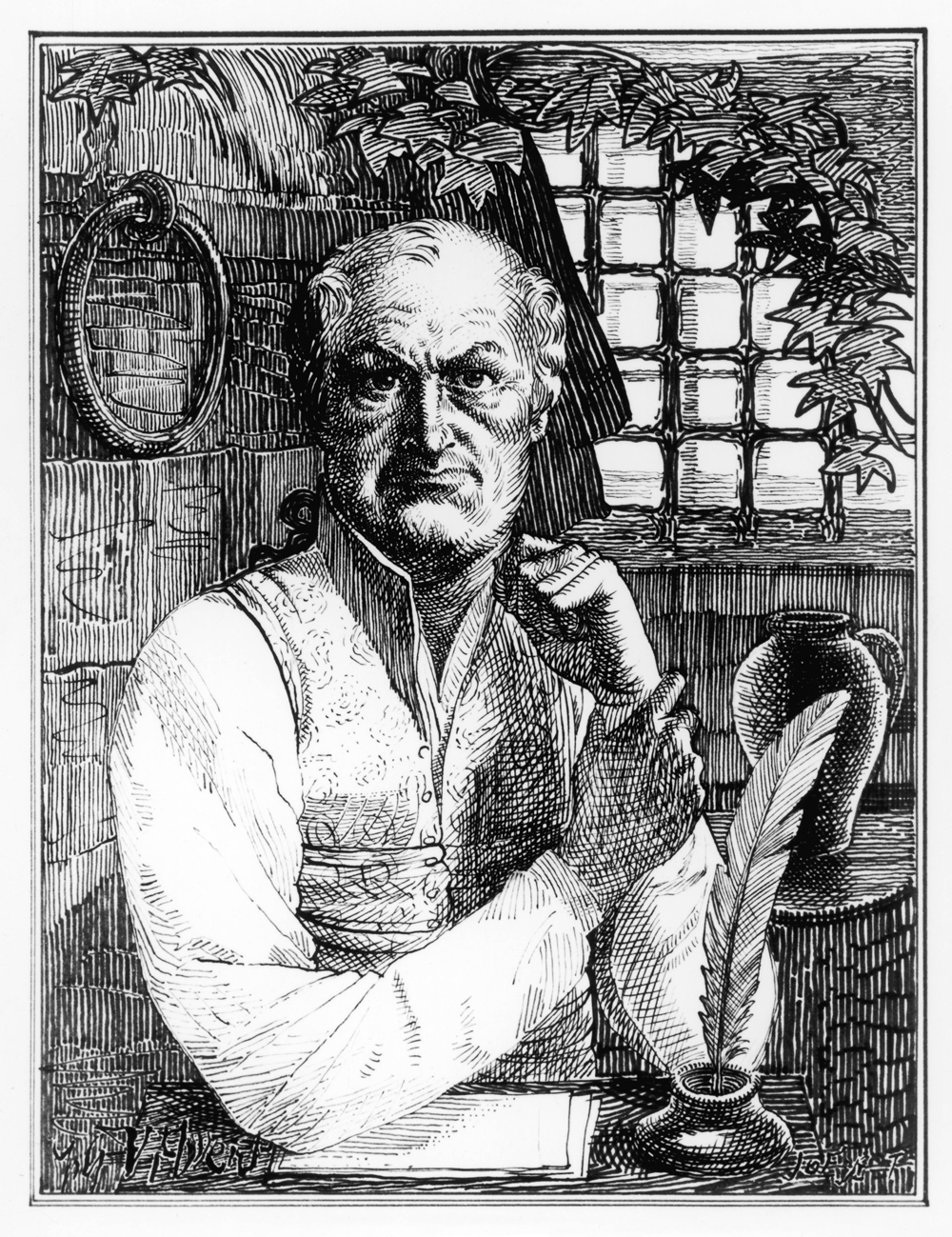
Marchizul de Sade la bătrânețe

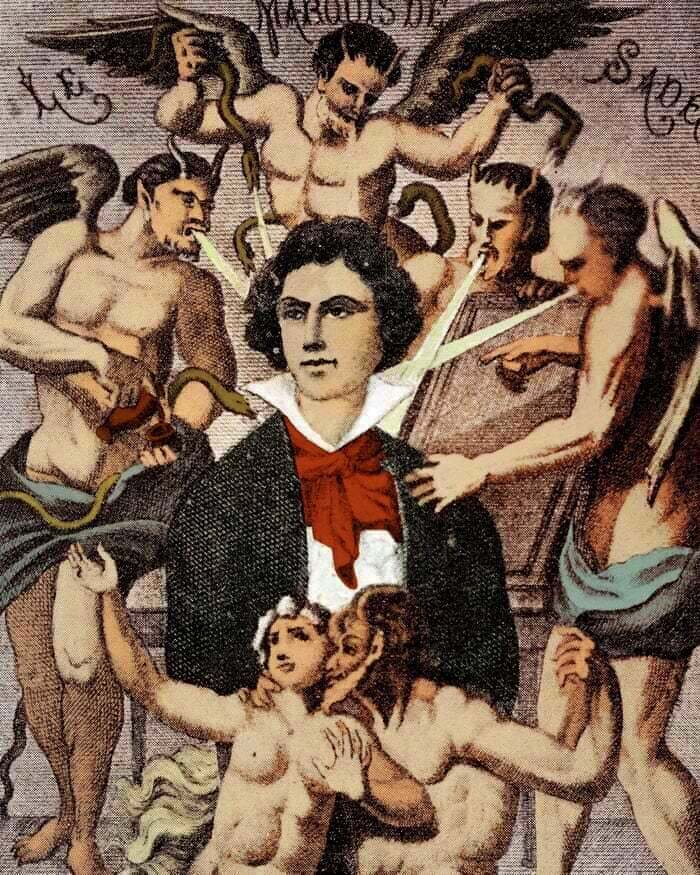
Desen al Marchizului de Sade făcut de H. Biberstein în L'Œuvre du marquis de Sade, Guillaume Apollinaire (Edit.), Bibliothèque des Curieux, Paris, 1912

Donatien Alphonse-François, Marchiz de Sade (n. 2 iunie 1740 — d. 2 decembrie 1814) (IPA: [maʁki: dəsad]) a fost un aristocrat francez care a devenit celebru prin activitatea sa sexuală libertină, perversă și excepțional de violentă precum și prin scrierile sale apologetice despre acest subiect.
Sadismul ca perversiune sexuală și parafilie violentă, și-a primit numele de la activitățile sale criminale, pentru care Marchizul de Sade a fost încarcerat în total 32 de ani din viață, în mai multe închisori și într-un azil.
Sunt cunoscute două filme despre biografia lui: „Marchizul de Sade/ Quills”, de Philip Kaufman (2000, cu Geoffrey Rush, în rolul principal) și „Sade”, de Benoit Jacquot (2000, cu Daniel Auteuil).
Pier Paolo Pasolini, în filmul său „Salo” (1976), a transpus „Les 120 journèes de Sodome” (1785), cea mai importantă carte a marchizului, despre o societate totalitară și despre debandada din Italia fascistă.

## Biografie
Originar dintr-o veche familie provensală, rudă cu Burbonii, Donatien Alphonse de Sade s-a născut la Paris in 1740. Se află în grija unchiului său, abatele de Sade, un erudit libertin, înainte de a frecventa un colegiu iezuit, apoi un colegiu de cavalerie regală.
Căpitan, participă la războiul de 7 ani, iar în 1763  se căsătorește cu Renée Pélagie de Montreuil. După câteva luni va fi închis la Vincennes pentru „desfrâu scandalos“.

## Opera

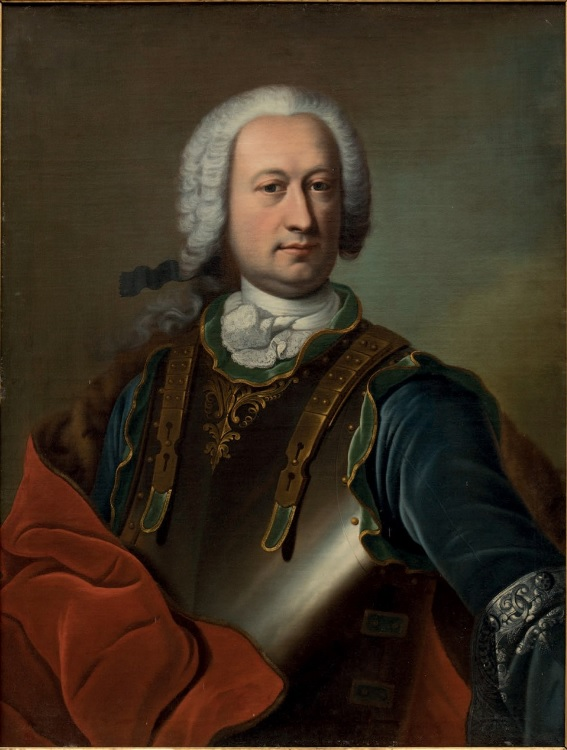
Tatăl lui Sade, Jean-Baptiste François Joseph de Sade

Sade a negat sistematic legea, religia și morala iar principalul său principiu a fost satisfacerea propriei sale plăceri prin intermediul unei alte persoane, exercitând violență. 
„Creaturi mizerabile, aruncate pentru un moment pe suprafața acestei mici grămezi de noroi, cine a decretat că jumătate din turmă, poate oprima cealaltă jumătate? Tu, omenire, ai dreptul să spui ce e bine și ce e rău?citat din Sade”
„Și în acest timp, Rodin, foarte emoționat apucă mâinile fetei le leagă în sus de inelul unui stâlp aflat în mijlocul camerei de pedeapsă. Julie nu mai are nici o apărare... niciuna... în afara frumosului căpșor ce se întoarce galeș spre călăul său, a nemaipomenitului păr răvășit și a lacrimilor care-i scaldă chipul cel mai frumos din lume... cel mai blând... cel mai atrăgător.”—Citat din „Justine”
„Culmea filozofiei ar fi să ajungă să dezlege căile misterioase ce-i slujesc providenței întru atingerea țelurilor privitoare la om, după asta să alcătuiască un anume plan de comportare în viață, iar cu ajutorul lui să-i arate nefericitului biped, veșnic hăituit de toanele celei care, așa cum se spune, îi comandă fără milă, în ce fel trebuie să-i deslușească uneltirile, drumul pe care s-o apuce pentru a zădărnici pornirile ciudate ale fatalității cu douăzeci de nume felurite, căreia însă nu i s-a putut găsi până acum o definiție.”—Citat din „Justine” - „Nenorocirile virtuții”
- O sută douăzeci de zile ale Sodomei (1784)
- Justine (1791)
- Filozofia în budoar (1795)
- Crimele amorului (1800) -
- Ernestine

Foarte iubit de mișcările de eliberare sexuală, de structuraliștii francezi, precum și foarte citat în scrierile lui Michel Foucault și Gilles Deleuze.